# H. R. Giger
Hans Ruedi Giger (n. 5 februarie 1940, Cuira, cantonul Graubünden, Elveția – d. 12 mai 2014, Zürich, cantonul Zürich, Elveția) a fost un artist elvețian cel mai cunoscut pentru imaginile sale în care a amestecat figuri umane cu mașini, un stil de artă cunoscut sub numele de „biomecanic”. Este notabil mai ales pentru munca sa de design la filmul Alien din 1979 și seria care a urmat. A mai colaborat la filme ca Specii, Poltergeist II: The Other Side, Killer Condom, Batman Forever sau Tokyo: The Last Megalopolis.